# تلویزیون دی-دابلیو

آرم ایستگاه تا ۵. فوریه ۲۰۱۲

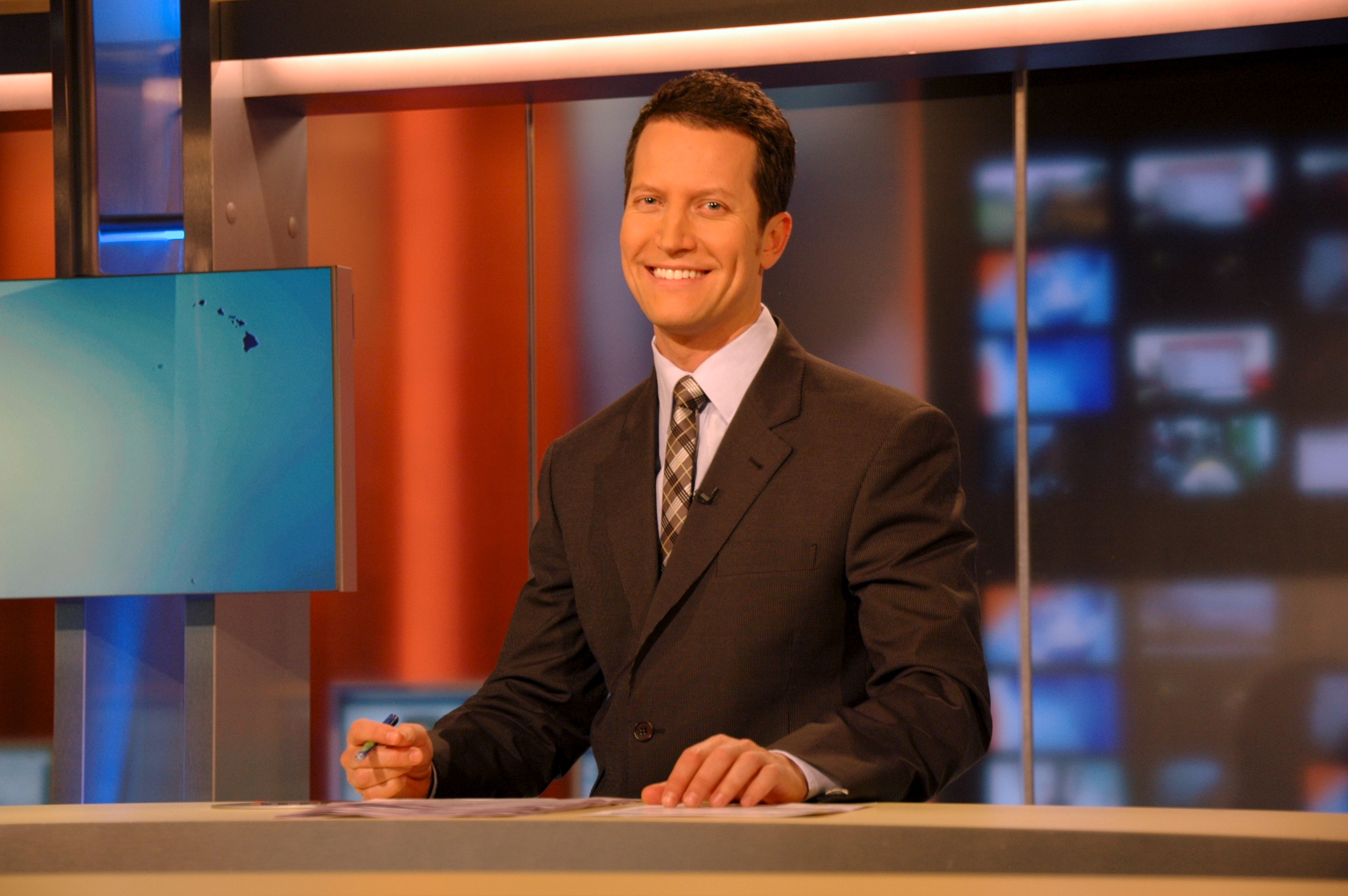
بن فاژولین مجری در استودیو ژورنال DW

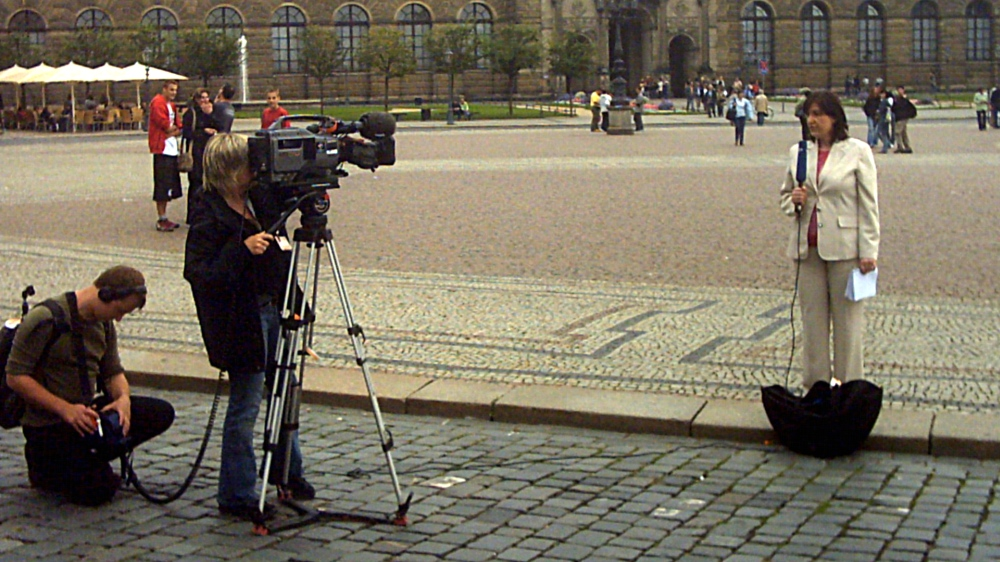
خبرنگار DW

DW (که قبلاً تلویزیون دویچه وله نیز نامیده می‌شد) شبکه عمومی تلویزیون خارجی آلمان دویچه وله است. برنامه خبری و اطلاعاتی دویچه وله از اول آوریل ۱۹۹۲ به صورت زنده پخش شد. به عنوان جانشین RIAS-TV روی آنتن رفت و از طریق ماهواره قابل دریافت است. محل تولید برنامه تلویزیونی دویچه وله برلین است – از ساختمان‌های کارخانه موتورهای کوچک سابق AEG در Voltastraße در گگزوندبرونن (برلین). در فوریه ۲۰۱۲ ساعت ۶ صبح، دویچه وله مجدداً (بعد از تعطیلی موقت برای بازنگری) راه اندازی شد و از آن زمان تنها به عنوان دی-دابلیو در همه کانال‌ها نام برده شد. علاوه بر این، برنامه تلویزیونی مورد بازنگری اساسی قرار گرفت.

## نسخه‌ها
DW در حال حاضر دارای پنج کانال است:
- عربیة DW (عربی، انگلیسی) قابل دریافت در تمام اروپا، خاورمیانه، شمال و غرب آفریقا
- DW Deutsch+ (آلمانی، انگلیسی) قابل دریافت در کانادا، ایالات متحده آمریکا و مکزیک
- DW (Español) (اسپانیایی) قابل دریافت در جنوب کانادا، ایالات متحده آمریکا و آمریکای لاتین
- DW انگلیسی قابل دریافت: در سراسر جهان
- DW Deutsch (آلمانی) قابل دریافت در: اروپای شرقی، آسیا (کامل) و اقیانوسیه (کامل)

## وظیفه
وظیفه اصلی DW ارائه تصویری جامع از آلمان در خارج از کشور است. مبنای قانونی پخش این برنامه تلویزیونی، قانون شرکت پخش تحت قانون فدرال «دویچه وله» مصوب ۱۶ است. هدف این شبکه به عنوان نماینده خارجی آلمان در ریشه‌ها و ارزش‌های لیبرال-دمکراتیک آن است. برنامه‌های DW همچنین باید دیدگاه‌های متفاوتی در مورد موضوعات کلیدی، به‌ویژه سیاست، فرهنگ و تجارت داشته باشد. هم در اروپا و هم در قاره‌های دیگر باید مجمعی با هدف ترویج تفاهم و تبادل بین فرهنگ‌ها و مردم وجود داشته باشد که برنامه‌ها را مصوب کند.

## پخش
ایستگاه شبکه از طریق ۱۸ ماهواره در سراسر جهان توزیع می‌شود. در اروپا، برنامه آلمانی از طریق Astra 4A، نسخه انگلیسی از طریق ماهواره‌های Astra 1M و Hotbird 13B قابل دریافت است.
این برنامه تلویزیونی نیز از طریق وب سایت شبکه، در اینترنت توزیع می‌شود. برنامه‌های DW در سراسر جهان از طریق ایستگاه‌های به اصطلاح مشترک DW مانند Deukom و Satelio پخش می‌شوند. در مجموع حدود ۳۵۰۰ شریک وجود دارد که DW-TV (یا DW-Radio) را به‌طور کامل یا جزئی، دوباره پخش می‌کنند.

## پارازیت در ایران
در روزهای هفتم و هشتم در دسامبر ۲۰۰۹، فرستنده هاتبرد ۸، که توسط DW-TV نیز استفاده می‌شود، دچار اختلال شد. به گفته این ایستگاه، و بر اساس بیانیه اپراتور ماهواره ای یوتلست، پارازیت در ایران بومی سازی شده‌است. در آن زمان اپراتور سعی کرد با افزایش توان انتقال، دریافت بدون تداخل را فعال کند، اما سیگنال تداخل پس از آن تقویت شد.گمان می‌رود که علت این اغتشاشات، سانسور گزارش در مورد ناآرامی‌ها و اعتراضات توسط چهره‌های مخالف رژیم، در ایران باشد.
از دهم تا سیزدهم فوریه ۲۰۱۰ که سالگرد انقلاب اسلامی بود، اختلال‌های ماهواره‌ای دوباره ظاهر شد.

## لینک‌های وب
- صفحه نخست